# Targa (carrosserie)
Pour les articles homonymes, voir Targa.
Targa est un type de carrosserie automobile, mi coupé mi spider, variante d'un cabriolet, avec un toit ouvrant partiellement amovible. Depuis la Porsche 911 Targa de 1965, ce terme est une marque déposée du constructeur automobile allemand Porsche.

## Description
Il s'agit d'un toit rigide plat et amovible, fin et léger (le plus souvent en matière plastique, en aluminium, ou en fibre de verre), qui se fixe à l'avant sur le pare-brise du véhicule et à l'arrière sur un arceau de sécurité. Lorsqu'il est retiré, celui-ci se range généralement manuellement ou automatiquement dans le coffre.

## Histoire

Exemple de carrosserie Targa Fiat X1/9, avec en évidence le toit amovible.

La première voiture connue disposant de ce type de carrosserie fut une série limitée de Fiat 1200 présentée en avant première en 1957, la Fiat 1200 Wonderful Vignale, du designer italien Giovanni Michelotti. La Triumph TR4 de 1961, due également au talent de Michelotti, reprend également le même style. On a pu voir, en 1964, le prototype Saab Catherina et en 1965, la Toyota Sports 800, deux véhicules utilisant le même système de toit. Le meilleur exemple qui sera largement commercialisé sera la Porsche 911 Targa de 1965. 

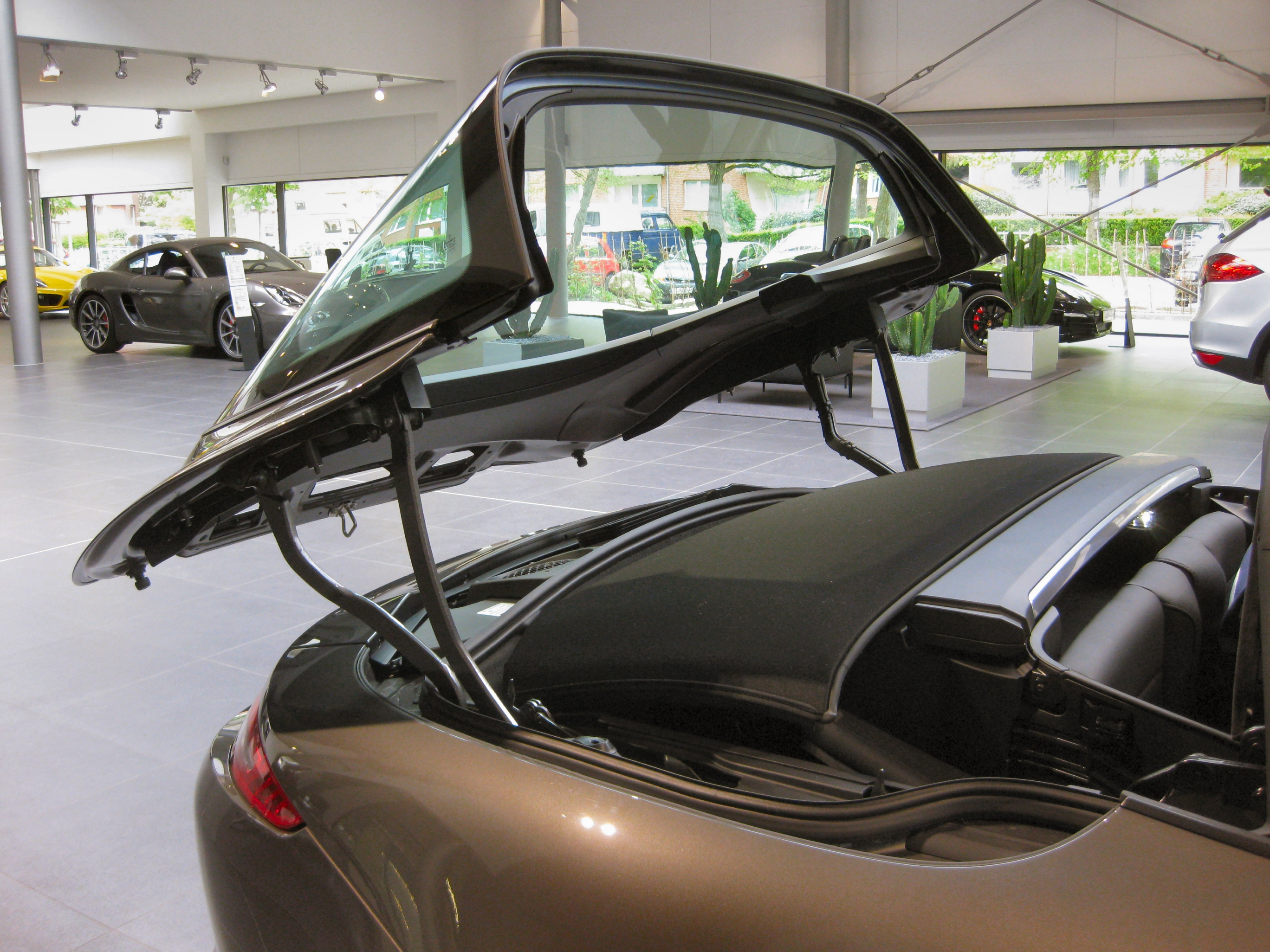
Hardtop de Targa à ouverture automatique.

Ce type de carrosserie commence à se démocratiser à partir de 1966 pour connaître un véritable succès dans les années 1970.
Dans la seconde moitié des années 1960 une rumeur courait selon laquelle les voitures spider et cabriolet classiques étaient très dangereuses en cas de tonneaux ce que la législation, notamment aux États-Unis, allait interdire ce type de carrosserie. En réalité, les techniques de conception avaient rendu les châssis beaucoup plus rigides avec les carrosseries autoporteuses et les modèles cabriolet dont on ne voyait que la capote, comportaient également de bons renforts structurels. 
La première automobile qui intégra dans son nom le terme « Targa » fut la version couverte des modèles Porsche 911 et 912, présentée en septembre 1965 à l'Internationale Automobil-Ausstellung de Francfort. L'appellation « Targa » a été adoptée en l'honneur de la Porsche 550 Spyder avec laquelle le pilote Umberto Maglioli remporta la Targa Florio en 1956, qui fut la première victoire en course remportée par Porsche dans une course internationale. 

Une Porsche 911 S Targa avec son toit en place.
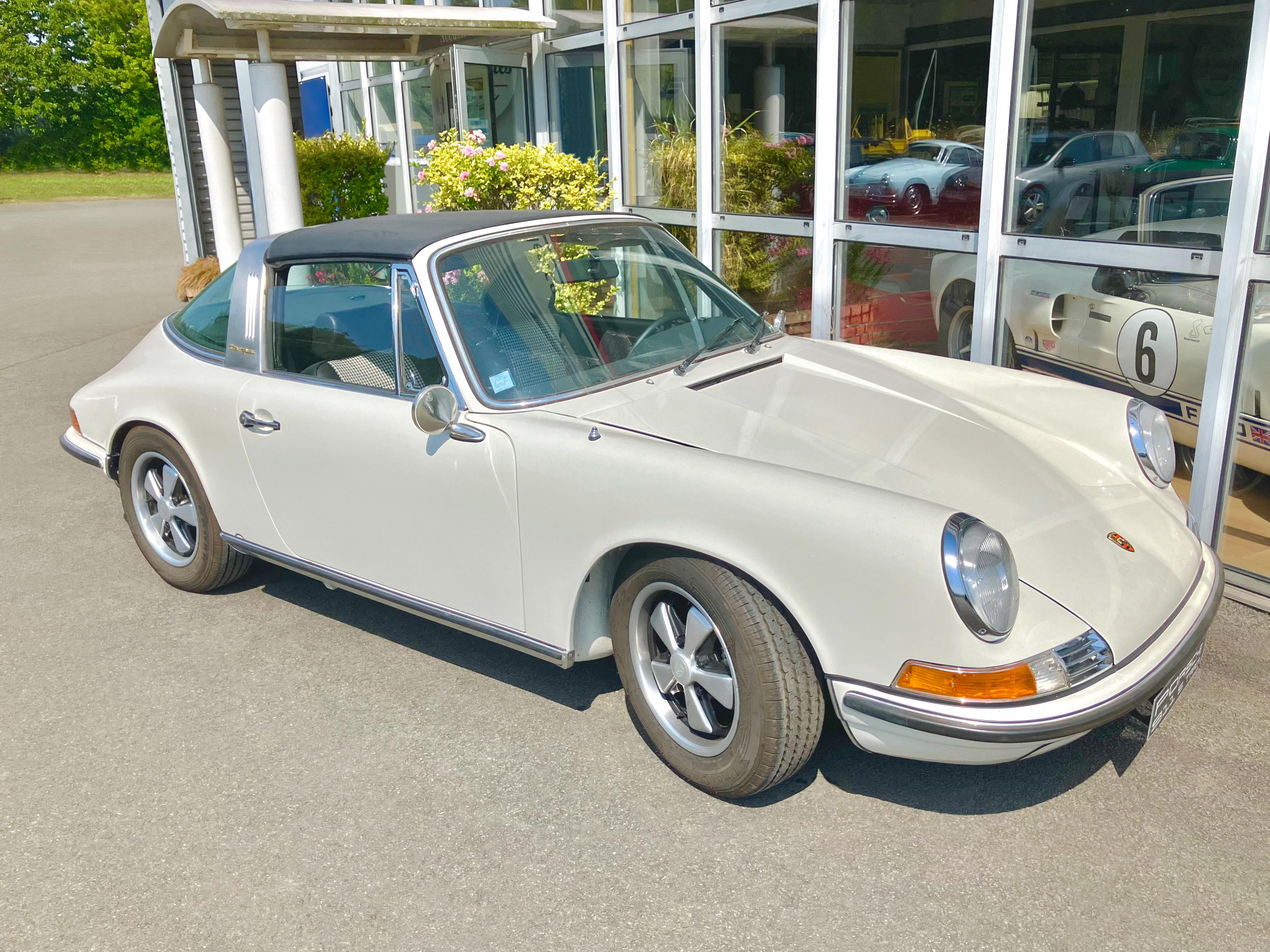
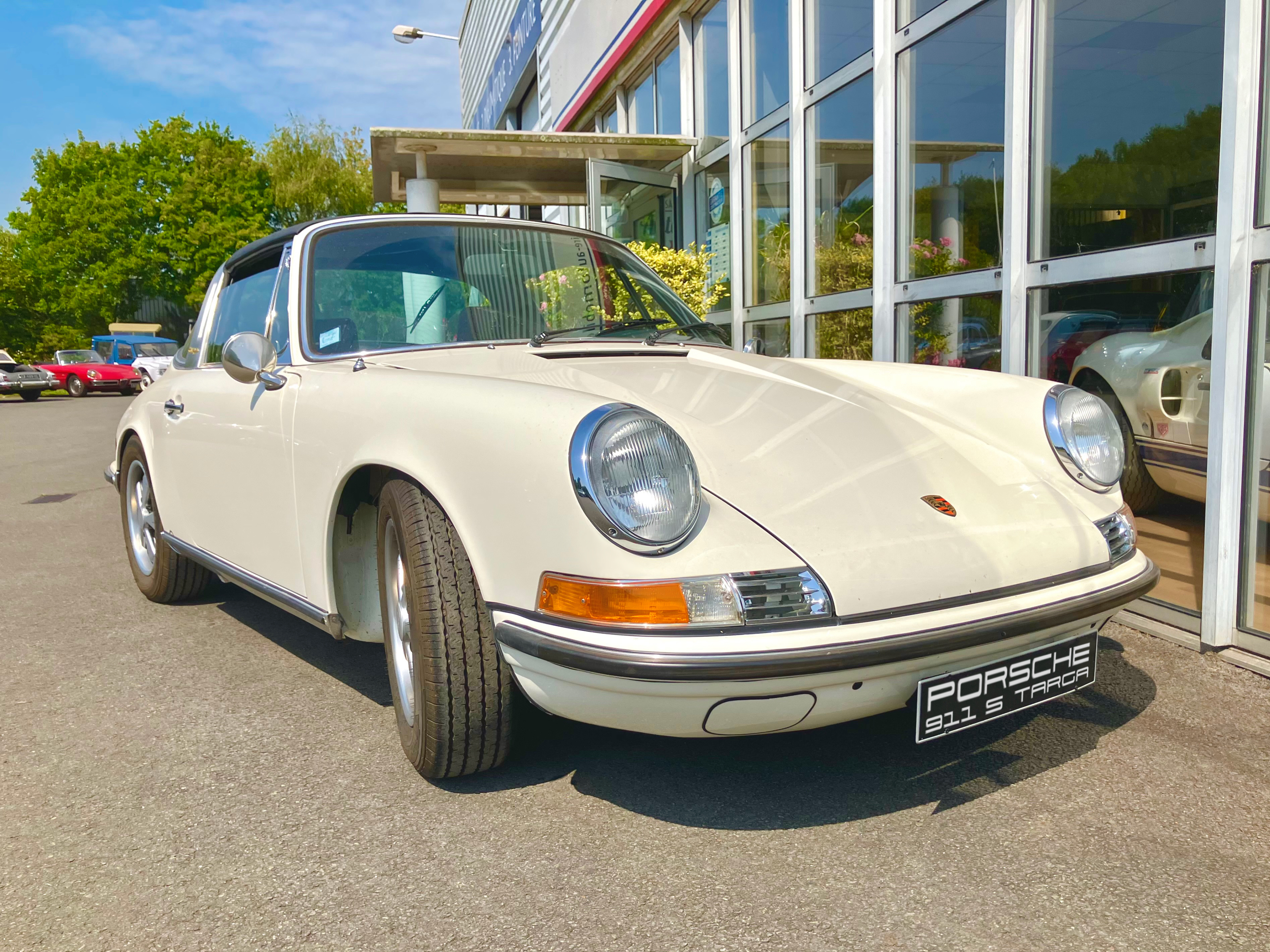
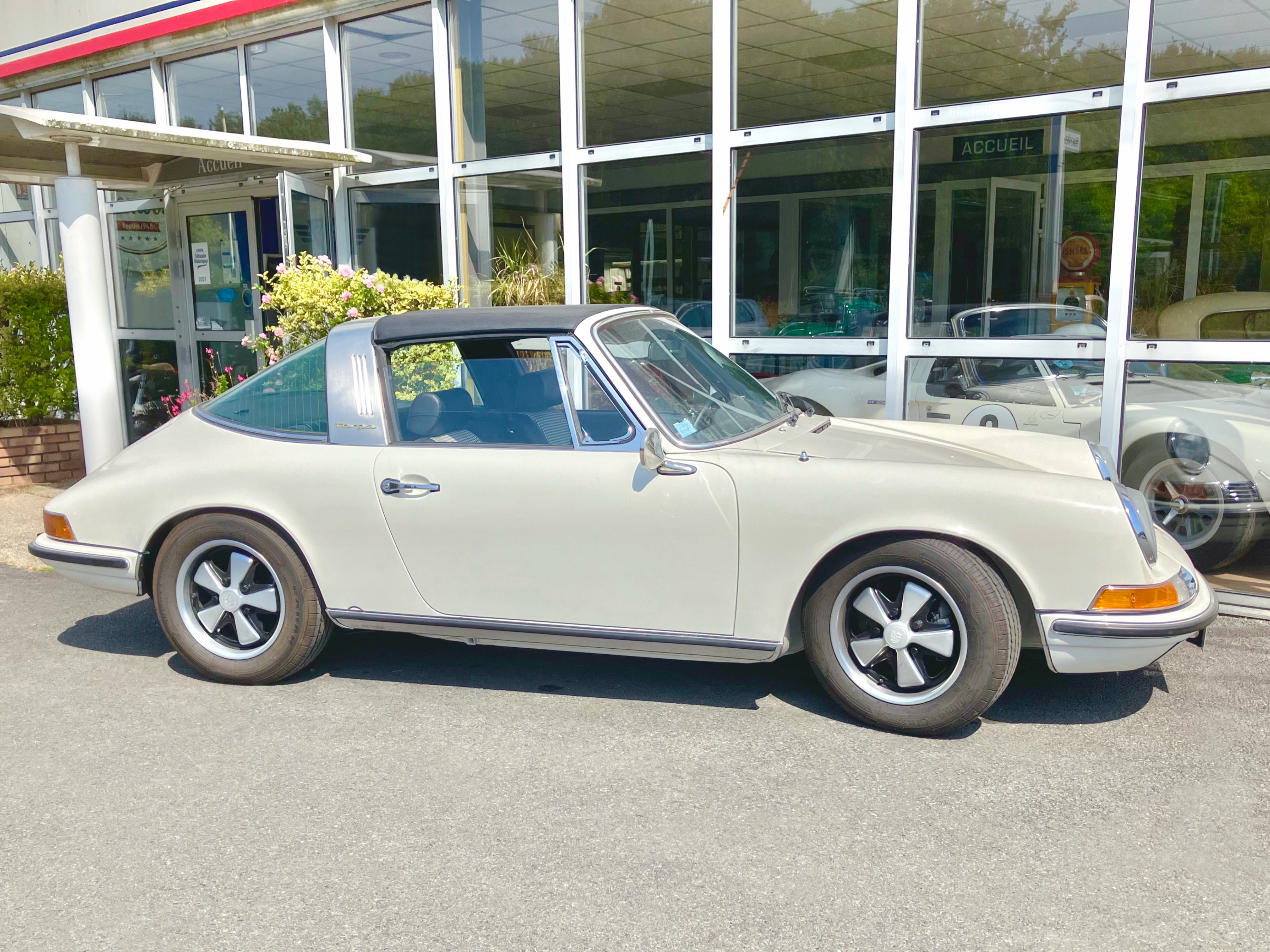
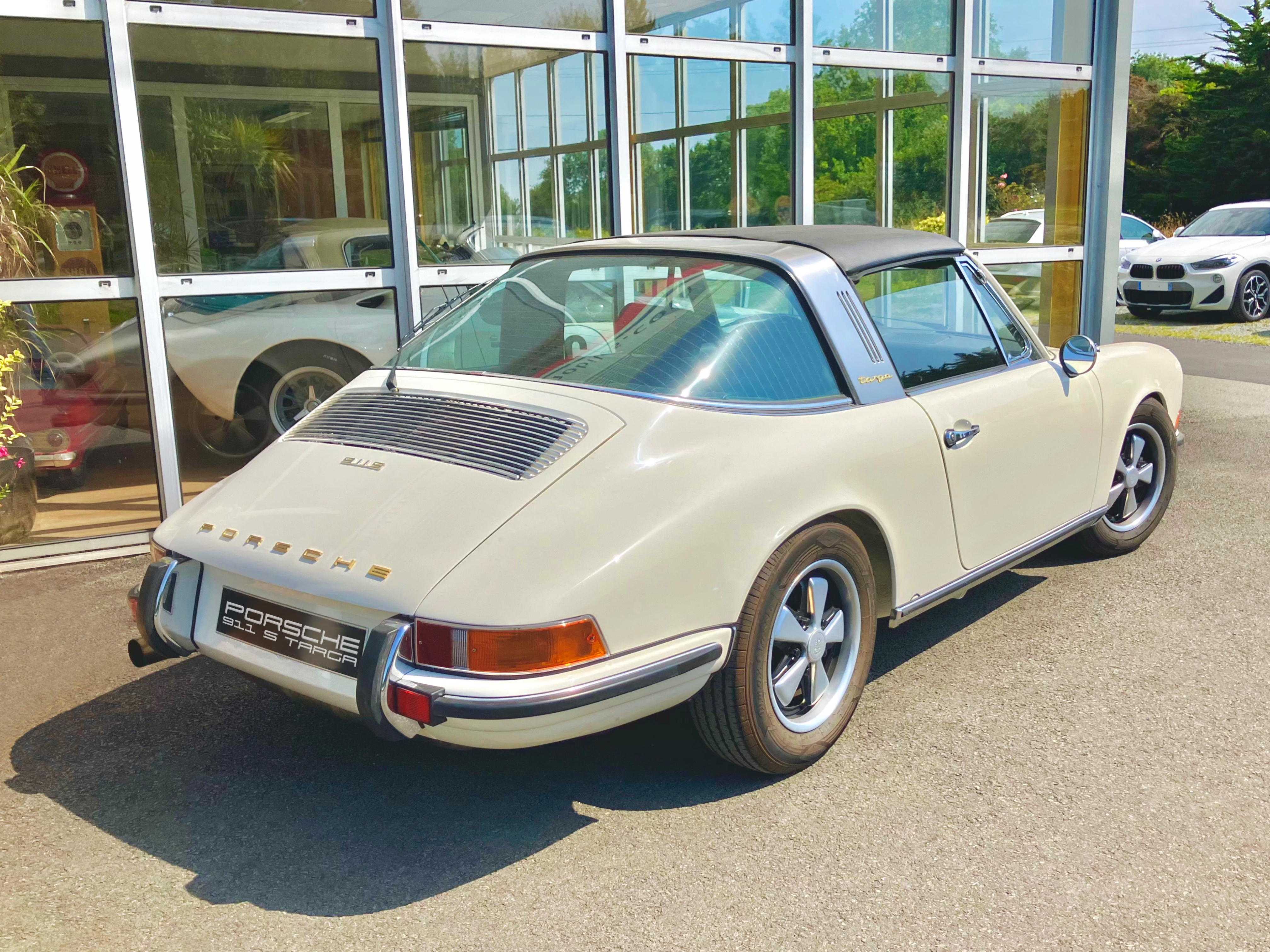

On considère aujourd'hui que c'est le succès commercial et sportif de la Porsche 911 Targa qui a favorisé la diffusion du terme « Targa », lequel devient, à partir des années 1970, le terme courant pour définir ce type de carrosserie. À partir des années 1990, on utilise ce même terme dans le secteur nautique pour designer la couverture rigide optionnelle de certains bateaux.

## Quelques exemples de véhicules à toits Targa
- Alfa Romeo 4C Spider
- AMC Eagle Sundancer (1980-1984)
- Bentley Continental SC
- BMW Nazca
- BMW Série 3 Baur cabriolets E21 TC1 (1978-1982), E30 TC2 (1983-1991), et E36 TC4 (1992-1996)
- Bugatti Veyron 16.4 Grand Sport/Vitesse (2009-2015)
- Chevrolet Corvette coupe (depuis 1984)
- Corvette Indy Concept
- Dodge Viper
- Ferrari 250P / 250LM / 330P / 330P2 / 330P3 / 330P4 / 412P / 312P
- Ferrari 308 GTS
- Ferrari 328 GTS
- Ferrari 348 TS
- Ferrari 512S/512M
- Ferrari Daytona SP3
- Ferrari Dino 246 GTS
- Ferrari F355 GTS
- Ferrari F50
- Ferrari Rainbow
- Ferrari 575 Superamerica
- Fiat X1/9
- Ford GTX-1 (vainqueur des 12 Heures de Sebring de 1966)
- Ford GTX-1 Roadster (2005)
- Honda del Sol
- Honda NSX-T
- Honda S660
- Jaguar XJ-SC twin-targa cabriolet (1984-1988)[3]
- Koenigsegg (tous les modèles, sauf Gemera, Jesko Attack et Jesko Absolut)
- Lamborghini Aventador Roadster
- Lamborghini Diablo VT Roadster
- Lamborghini Jalpa
- Lamborghini Miura Roadster
- Lamborghini Silhouette
- Lotus Elise
- Maserati MC12
- Matra 530
- Mazda MX-5 RF
- Mercedes-Benz Silver Lightning (en)
- Nissan 100 NX
- Nissan URGE (en)
- Nissan 300ZX
- Opel Speedster
- Peugeot Hoggar
- Peugeot Touareg
- Pontiac Firebird
- Pontiac Solstice Coupe (2009)
- Porsche 911 Targa (depuis 1966)
- Porsche 914
- Porsche Carrera GT
- Porsche 918 Spyder
- Porsche 944
- Porsche 924
- Porsche Panamericana
- Qvale Mangusta (en option)
- Renault Fiftie
- Renault Wind
- Saab Catherina prototype (1964)
- Smart Roadster
- Suzuki Samurai
- Suzuki Cappuccino (en option)
- Tesla Roadster I & II (2008 et 2020)
- Toyota Sports 800 (1965–1969)
- Toyota Supra
- Triumph Stag
- Triumph TR4 (1961) et TR4A Surrey top (1965)
- Triumph TR5 Surrey top (1967)
- TVR Tuscan Speed Six